# Maksim Piskunov
Maksim Piskunov (en rus Максим Пискунов) (10 de novembre de 1997) és un ciclista rus especialitzat en el ciclisme en pista.

## Palmarès en pista
- 2015
  -  Campió d'Europa júnior en Madison (amb Dmitriy Markov)
  -  Campió d'Europa júnior en Persecució per equips (amb Sergey Rostovtsev, Dmitriy Markov i Maksim Sukhov)
- 2016
  -  Campió d'Europa sub-23 en Madison (amb Sergey Rostovtsev)
- 2017
  -  Campió de Rússia en Madison

## Palmarès en ruta
- 2017
  - Vencedor d'una etapa a la Friendship People North-Caucasus Stage Race
- 2018
  - Vencedor d'una etapa al Tour de Cartier
  - Vencedor d'una etapa a la Volta a Costa Rica
- 2019
  - Vencedor d'una etapa a la Volta al Marroc
  - Vencedor d'una etapa al Tour de Mersin
  - Vencedor d'una etapa als Cinc anells de Moscou
- 2020
  - 1r al Gran Premi Antalya
  - Vencedor d'una etapa al Tour de Mevlana